# Fino all'imbrunire
Fino all'imbrunire è un singolo del gruppo musicale italiano Negramaro, pubblicato il 6 ottobre 2017 come primo estratto dal settimo album in studio Amore che torni.

## Descrizione
Il brano rappresenta la traccia d'apertura del disco e presenta una strofa cantata anche dalla nipote del frontman Giuliano Sangiorgi, Maria Sole.

## Video musicale
Il video è stato diretto da Tiziano Russo e girato ad Avigliano.

## Tracce
1. Fino all'imbrunire – 4:13

## Classifiche
| Classifica (2017) | Posizione massima |
| ----------------- | ----------------- |
| Italia            | 7                 |